# Villanova sull'Arda
Villanova sull'Arda är en ort och kommun i provinsen Piacenza i regionen Emilia-Romagna i Italien. Kommunen hade 1 704 invånare (2018).